# 沃夫岡·盧斯爾
沃夫岡·盧斯爾（Wolfgang Luisser，1979年8月31日—）是一名奧地利前足球運動員，現為足球教練。

## 球員生涯
盧斯爾在1997年前效力於BNZ布爾根蘭。1997/98賽季，他轉會至SV居辛。1998/99賽季，他加盟了奧地利足球甲級聯賽球隊格拉茨AK，但沒有參加任何比賽。隨後，他於1999/2000賽季轉會至地區聯賽球隊TSV哈特貝格。
在哈特貝格效力一個賽季後，他於2000年夏天加盟了奧地利乙級聯賽球隊SV馬特斯堡。盧斯爾於2000年7月在2000/01賽季的首輪比賽中首次代表馬特斯堡出場，該場比賽對陣SC下西本布倫，他在首發名單中上場並於第81分鐘被馬丁·艾雲舒捷斯換下。該賽季結束前，他共代表馬特斯堡出場28場乙級聯賽，但未取得進球。
在馬特斯堡效力一年後，他於2001年回到SV居辛效力。2002/03賽季，他效力於地區聯賽球隊SV上瓦特，並在該賽季的地區聯賽東部中出場27次。

## 教練生涯
2007/08賽季，盧斯爾開始執教格拉茨AK青年學院的U19隊伍。自2009年11月起，他在薩爾斯堡紅牛青年學院擔任教練，最初執教U15隊伍，從2010年起開始執教U-16隊伍。
2011/12賽季，他轉會至奧地利乙級聯賽球隊格勒迪希，擔任其業餘隊的助理教練。自2012/13賽季起，他還擔任格勒迪希一線隊主教練艾迪·赫達的助理教練，並幫助球隊於2013年升入奧地利足球甲級聯賽。此外，他於2014年完成了歐洲足聯職業教練執照的培訓課程，與後來的歐洲聯賽冠軍奧利華·加斯拿同期畢業。
在離開格勒迪希後，盧斯爾擔任奧地利足球協會（ÖFB）女子學院的體育總監一年半。2017年，他帶領國家女子足球中心的U17隊伍奪得布拉格的學校世界盃冠軍，隨後受到奧地利總統亞歷山大·范德貝倫的接見。
2014年，盧斯爾成為奧地利U21國家隊主教練維爾納·格里高利奇的助理教練。在他的任期內，奧地利U-21隊首次成功晉級歐洲錦標賽。 從2017/18賽季起，他成為德國乙級聯賽球隊厄爾士山脈奧厄主教練托馬斯·萊奇的助理教練，但同時仍保留奧地利U-21隊助理教練的職位。 2017年8月，奧厄解僱了萊奇後，盧斯爾也辭去了助理教練的職務並離開球隊。
2018年1月，他離開了奧地利U21隊，成為奧地利甲級聯賽球隊SCR艾達治連多夫主教練克勞斯·施密特的助理教練。 在施密特離任後，他繼續擔任新任主教練維爾納·格拉布赫爾的助理教練。在2019年3月艾達治連多夫赫解僱格拉布赫爾後，盧斯爾臨時接任球隊主教練職務。 執教兩場比賽後，他被亞歷克斯·帕斯托爾取代，回到助理教練的崗位。 從2019/20賽季開始，他不再擔任助理教練，因為他選擇了一年的教育假期。
2020/21賽季，他加入英國英冠球隊班士利，擔任主教練葛哈·斯圖伯的助理教練。
2021年，盧斯爾加盟香港球會傑志，短暫成為助理教練之一。其後，他主動與香港足球代表隊主教練安達臣接觸，並於2022年加入了香港足球代表隊教練團。 安達臣於2024年5月29日辭任香港足球代表隊主教練，盧斯爾成為了暫代主教練。執教其間，帶領香港足球代表隊完成餘下2場之2026世界盃外圍賽次圈賽事。其後，香港足球代表隊新任主教練韋斯活於2024年8月29日上任，盧斯爾依然以暫代主教練身份帶領香港足球代表隊於9月初遠征斐濟參加三角賽。他一共帶領了4場比賽，總成績為1勝2和1負，並取得斐濟三角賽的冠軍。其後，他回到了助理教練的崗位，並於2024年11月離開香港足球代表隊教練團。
盧斯爾在離開香港足球代表隊後，隨即加盟中超球會雲南玉昆，再次成為安達臣的副手。

## 外部連結
- Weltfussball.de （页面存档备份，存于）
- Transfermarkt （页面存档备份，存于）
- Transfermarkt （页面存档备份，存于）